# Liste der mittelalterlichen Steinkirchen in Finnland
Die Liste der mittelalterlichen Steinkirchen in Finnland gibt einen Überblick über die 101 bekannten mittelalterlichen finnischen Steinkirchen. Von diesen sind 73 bis heute erhalten geblieben, in zehn Fällen hat sich nur eine steinerne Sakristei erhalten, die ursprünglich zu einer Holzkirche gehörte, und weitere 18 Kirchenbauten sind entweder als Ruinen erhalten, konnten durch archäologische Ausgrabungen erschlossen werden, oder ihre Existenz ist durch historische Quellen belegt.

## Kirchen
Folgende 73 mittelalterliche Steinkirchen sind (teilweise in veränderter Form) bis heute erhalten geblieben:
| Ort                    | Historische Landschaft | Kirche                                                  | Ursprünglicher Schutzpatron                                               | Ungefähre Bauzeit           | Bemerkungen | Bild |
| ---------------------- | ---------------------- | ------------------------------------------------------- | ------------------------------------------------------------------------- | --------------------------- | --- | ---- |
| Alatornio, Tornio      | Österbotten            | Kirche von Alatornio                                    | Hl. Johannes d. Täufer                                                    | 1496–1513                   | Als östlicher Kreuzarm einer klassizistischen Kreuzkirche von 1794 bis 1797 verbaut                                 |      |
| Eckerö                 | Åland                  | Kirche von Eckerö                                       | Hl. Laurentius                                                            | 1380–1420                   | |      |
| Espoo                  | Uusimaa                | Dom von Espoo                                           | Unbekannt                                                                 | 1485–1490                   | 1821–1823 zur Kreuzkirche erweitert                                                                                 |      |
| Finström               | Åland                  | Kirche von Finström                                     | Heiliges Kreuz                                                            | 1445–1460                   | |      |
| Föglö                  | Åland                  | Kirche von Föglö                                        | Hl. Maria Magdalena                                                       | 1500–1520                   | 1859–1860 zur Kreuzkirche erweitert                                                                                 |      |
| Geta                   | Åland                  | Kirche von Geta                                         | Hl. Georg?                                                                | 1510–1540                   | |      |
| Halikko, Salo          | Varsinais-Suomi        | Kirche von Halikko                                      | Hl. Birgitta?                                                             | 1460–1475                   | Chor 1799 angebaut, 1812–1814 zur Kreuzkirche erweitert                                                             |      |
| Hammarland             | Åland                  | Kirche von Hammarland                                   | Hl. Katharina von Alexandrien                                             | 1300–1350                   | |      |
| Hattula                | Häme                   | Heiligkreuzkirche von Hattula                           | Heiliges Kreuz und Hl. Anna                                               | 1472–1490                   | Aus Backstein erbaut                                                                                                |      |
| Hauho, Hämeenlinna     | Häme                   | Kirche von Hauho                                        | Unbekannt                                                                 | 1500–1520                   | |      |
| Hollola                | Häme                   | Kirche von Hollola                                      | Jungfrau Maria                                                            | 1495–1510                   | |      |
| Huittinen              | Satakunta              | Kirche von Huittinen                                    | Hl. Katharina von Alexandrien                                             | um 1500                     | 1791–1795 und 1857–1860 zur Kreuzkirche erweitert                                                                   |      |
| Ingå                   | Uusimaa                | Kirche von Ingå                                         | Hl. Nikolaus                                                              | 1510–1520                   | |      |
| Isokyrö                | Österbotten            | Alte Kirche von Isokyrö                                 | Hl. Laurentius?                                                           | 1513–1533                   | |      |
| Janakkala              | Häme                   | Alte Kirche von Janakkala                               | Hl. Laurentius                                                            | 1510–1520                   | Chor 1839–1840 angebaut, 1848–1849 zur Kreuzkirche erweitert                                                        |      |
| Jomala                 | Åland                  | Kirche von Jomala                                       | Hl. Olav                                                                  | 1275–1285                   | Älteste erhaltene Kirche Finnlands; 1820–1840 erweitert und umgebaut                                                |      |
| Kaarina (Turku)        | Varsinais-Suomi        | St.-Katharinen-Kirche (Kirche von Kaarina)              | Hl. Katharina von Alexandrien                                             | 1440–1460                   | |      |
| Kaarlela, Kokkola      | Österbotten            | Kirche von Kaarlela                                     | Hl. Erzengel Michael? Hl. Katharina von Alexandrien?                      | 1500–1530                   | 1786–1789 zur Kreuzkirche erweitert                                                                                 |      |
| Kalanti, Uusikaupunki  | Varsinais-Suomi        | Kirche von Kalanti                                      | Jungfrau Maria und Hl. Olav                                               | 1430–1450                   | |      |
| Karis, Raseborg        | Uusimaa                | Kirche von Karis                                        | Unbekannt                                                                 | 1460–1470                   | |      |
| Keminmaa               | Österbotten            | Alte Kirche von Keminmaa                                | Hl. Erzengel Michael                                                      | 1551–1553                   | Sakristei um 1530                                                                                                   |      |
| Kimito, Kimitoön       | Varsinais-Suomi        | Kirche von Kimito                                       | Jungfrau Maria und Hl. Andreas                                            | 1460–1470                   | Kirchturm 1786–1788 angebaut                                                                                        |      |
| Kirkkonummi            | Uusimaa                | Kirche von Kirkkonummi                                  | Hl. Erzengel Michael?                                                     | um 1500                     | Als östlicher Kreuzarm einer Kreuzkirche von 1760/61 und 1857 verbaut                                               |      |
| Korpo, Pargas          | Varsinais-Suomi        | Kirche von Korpo                                        | Hl. Erzengel Michael                                                      | 1430–1450                   | |      |
| Kumlinge               | Åland                  | Kirche von Kumlinge                                     | Hl. Anna                                                                  | 1500–1510                   | |      |
| Laitila                | Varsinais-Suomi        | Kirche von Laitila                                      | Hl. Erzengel Michael                                                      | 1460–1483                   | |      |
| Lammi, Hämeenlinna     | Häme                   | Kirche von Lammi                                        | Hl. Katharina von Alexandrien                                             | 1510–1520                   | |      |
| Lemland                | Åland                  | Kirche von Lemland                                      | Hl. Birgitta?                                                             | 1290–1300                   | |      |
| Lempäälä               | Satakunta              | Kirche von Lempäälä                                     | Hl. Birgitta und Hl. Maria Magdalena                                      | 1500–1510                   | 1835–1838 zur Kreuzkirche erweitert                                                                                 |      |
| Lemu, Masku            | Varsinais-Suomi        | Kirche von Lemu                                         | Hl. Olav                                                                  | 1460–1480                   | |      |
| Lieto                  | Varsinais-Suomi        | Kirche von Lieto                                        | Hl. Petrus?                                                               | 1470–1490                   | Sechseckiger Chor 1902 angebaut                                                                                     |      |
| Lohja                  | Uusimaa                | Kirche von Lohja                                        | Hl. Laurentius                                                            | 1470–1490                   | |      |
| Maaria, Turku          | Varsinais-Suomi        | Kirche von Maaria                                       | Jungfrau Maria und Hl. Dionysius                                          | 1440–1450                   | |      |
| Masku                  | Varsinais-Suomi        | Kirche von Masku                                        | Hl. Johannes d. Täufer                                                    | 1490–1510                   | |      |
| Messukylä, Tampere     | Satakunta              | Alte Kirche von Messukylä                               | Hl. Erzengel Michael                                                      | 1510–1530                   | 1796–1797 erweitert                                                                                                 |      |
| Mynämäki               | Varsinais-Suomi        | Kirche von Mynämäki                                     | Hl. Laurentius und Hl. Erik                                               | 1425–1440                   | |      |
| Naantali               | Varsinais-Suomi        | Kirche von Naantali                                     | Erlöser?, Jungfrau Maria, Hl. Johannes der Täufer, Hl. Anna, Hl. Birgitta | 1480–1490                   | Ursp. Birgittenklosterkirche, Kirchturm 1794–1797 angebaut                                                          |      |
| Nagu, Pargas           | Varsinais-Suomi        | Kirche von Nagu                                         | Hl. Olav?                                                                 | 1430–1450                   | |      |
| Närpes                 | Österbotten            | Kirche von Närpes                                       | Kreuz Christi, Jungfrau Maria und Hl. Olav                                | 1550–1555                   | In mehrfach erweiterter Kreuzkirche verbaut                                                                         |      |
| Nousiainen             | Varsinais-Suomi        | Kirche von Nousiainen                                   | Jungfrau Maria und Hl. Heinrich                                           | 1420–1430                   | |      |
| Pargas                 | Varsinais-Suomi        | Kirche von Pargas                                       | Unbekannt                                                                 | 1440–1460                   | Anbau der Finnischen Kirche von 1689–1690                                                                           |      |
| Pedersöre (Jakobstad)  | Österbotten            | Kirche von Pedersöre                                    | Hl. Petrus?                                                               | 1510–1530                   | 1787–1795 zur Kreuzkirche erweitert                                                                                 |      |
| Pernå, Loviisa         | Uusimaa                | Kirche von Pernå                                        | Hl. Erzengel Michael und Hl. Erik                                         | 1435–1445                   | |      |
| Perniö, Salo           | Varsinais-Suomi        | Kirche von Perniö                                       | Hl. Laurentius                                                            | 1460–1480                   | |      |
| Pertteli, Salo         | Varsinais-Suomi        | Kirche von Pertteli                                     | Hl. Bartholomäus                                                          | 1500–1520                   | |      |
| Pohja, Raseborg        | Uusimaa                | Kirche von Pohja                                        | Jungfrau Maria                                                            | 1475–1480                   | |      |
| Porvoo                 | Uusimaa                | Dom von Porvoo                                          | Jungfrau Maria?                                                           | 1440–1450                   | in Teilen um 1410                                                                                                   |      |
| Pyhtää                 | Uusimaa                | Kirche von Pyhtää                                       | Hl. Heinrich                                                              | um 1460                     | |      |
| Raisio                 | Varsinais-Suomi        | Kirche von Raisio                                       | Hl. Martin?                                                               | 1500–1520                   | |      |
| Rauma                  | Satakunta              | Heiligkreuzkirche                                       | Heiliges Kreuz                                                            | 1515–1520                   | Ursprünglich franziskanische Klosterkirche                                                                          |      |
| Renko, Hämeenlinna     | Häme                   | Kirche von Renko                                        | Hl. Jakobus d. Ältere                                                     | 1510–1560                   | 1783 komplett erneuert                                                                                              |      |
| Rusko                  | Varsinais-Suomi        | Kirche von Rusko                                        | Hl. Maria Magdalena                                                       | 1510–1530                   | |      |
| Rymättylä, Naantali    | Varsinais-Suomi        | Kirche von Rymättylä                                    | Hl. Jakobus d. Ältere                                                     | 1510–1520                   | |      |
| Sääksmäki, Valkeakoski | Häme                   | Kirche von Sääksmäki                                    | Hl. Jakobus d. Ältere                                                     | um 1500                     | 1839–1840 zur Kreuzkirche erweitert, aber 1931–1932 wieder zurückgebaut                                             |      |
| Saltvik                | Åland                  | Kirche von Saltvik                                      | Jungfrau Maria                                                            | 1370–1380                   | |      |
| Sastamala              | Satakunta              | Kirche von Sastamala                                    | Jungfrau Maria                                                            | 1497–1510                   | |      |
| Sauvo                  | Varsinais-Suomi        | Kirche von Sauvo                                        | Hl. Clemens                                                               | um 1470                     | |      |
| Sipoo                  | Uusimaa                | Alte Kirche von Sipoo                                   | Hl. Siegfried?                                                            | 1450–1455                   | |      |
| Siuntio                | Uusimaa                | Kirche von Siuntio                                      | Hl. Petrus                                                                | 1460–1489                   | |      |
| Sund                   | Åland                  | Kirche von Sund                                         | Hl. Johannes d. Täufer                                                    | um 1300                     | |      |
| Sysmä                  | Häme                   | Kirche von Sysmä                                        | Hl. Olav                                                                  | 1510–1520                   | 1832–1835 zur Kreuzkirche erweitert                                                                                 |      |
| Taivassalo             | Varsinais-Suomi        | Kirche von Taivassalo                                   | Heiliges Kreuz                                                            | 1425–1440                   | |      |
| Tammela                | Häme                   | Kirche von Tammela                                      | Hl. Erzengel Michael                                                      | 1535–1550                   | |      |
| Tenala, Raseborg       | Uusimaa                | Kirche von Tenala                                       | Unbekannt                                                                 | 1460–1480                   | |      |
| Turku                  | Varsinais-Suomi        | Dom von Turku                                           | Jungfrau Maria und Hl. Heinrich                                           | Ende 13. Jh.? Ende 14. Jh.? | größte mittelalterliche Kirche Finnlands; wahrsch. geweiht 1300, evtl. hölzerner Vorgängerbau; im 15. Jh. erweitert |      |
| Tuulos, Hämeenlinna    | Häme                   | Kirche von Tuulos                                       | Hl. Birgitta?                                                             | 1510–1540                   | |      |
| Tyrvää, Sastamala      | Satakunta              | Alte Kirche von Tyrvää                                  | Hl. Olav                                                                  | 1506–1516                   | |      |
| Ulvila                 | Satakunta              | Kirche von Ulvila                                       | Hl. Olav                                                                  | 1495–1510                   | |      |
| Vanaja, Hämeenlinna    | Häme                   | Kirche von Vanaja                                       | Unbekannt                                                                 | um 1500                     | |      |
| Vantaa                 | Uusimaa                | St.-Laurentius-Kirche (Kirche des Kirchspiels Helsinki) | Hl. Laurentius                                                            | 1450–1460                   | 1893–1894 nach Brand restauriert                                                                                    |      |
| Vårdö                  | Åland                  | Kirche von Vårdö                                        | Hl. Matthias                                                              | 1520–1560                   | |      |
| Vehkalahti, Hamina     | Karelien               | Kirche von Vehkalahti                                   | Jungfrau Maria?                                                           | 1430–1470                   | nach Brand von 1821 klassizistisch wiederaufgebaut                                                                  |      |
| Vehmaa                 | Varsinais-Suomi        | Kirche von Vehmaa                                       | Hl. Margareta                                                             | 1425–1440                   | |      |

## Sakristeien
Von folgenden zehn Kirchen hat sich nur die mittelalterliche Steinsakristei erhalten, während die ursprünglich angeschlossenen Holzkirchen verfallen sind:
| Ort                  | Historische Landschaft | Kirche                  | Ursprünglicher Schutzpatron | Ungefähre Bauzeit | Bemerkungen                                     | Bild |
| -------------------- | ---------------------- | ----------------------- | --------------------------- | ----------------- | ----------------------------------------------- | ---- |
| Akaa                 | Häme                   | Sakristei von Akaa      | Unbekannt                   | um 1510           | Nur Sakristei                                   |      |
| Kalvola, Hämeenlinna | Häme                   | Sakristei von Kalvola   | Hl. Olav                    | 1495–1505         | Nur Sakristei                                   |      |
| Kisko, Salo          | Varsinais-Suomi        | Sakristei von Kisko     | Unbekannt                   | Anfang 16. Jh.    | Nur Sakristei, an Holzkirche von 1810 angebaut  |      |
| Kokemäki             | Satakunta              | Sakristei von Kokemäki  | Jungfrau Maria              | 1540–1560?        | Nur Sakristei                                   |      |
| Mikkeli              | Savo                   | Sakristei von Mikkeli   | Hl. Erzengel Michael        | 1520–1560         | Nur Sakristei, 1900–1901 neugotisch restauriert |      |
| Somero               | Häme                   | Sakristei von Somero    | Hl. Erzengel Michael        | um 1500           | Nur Sakristei                                   |      |
| Tyrväntö, Hattula    | Häme                   | Sakristei von Tyrväntö  | Unbekannt                   | Anfang 16. Jh.    | Nur Sakristei                                   |      |
| Urjala               | Häme                   | Sakristei von Urjala    | Unbekannt                   | 1520–1540         | Nur Sakristei                                   |      |
| Vesilahti            | Satakunta              | Sakristei von Vesilahti | Hl. Petrus und Hl. Paulus   | 1490–1500         | Nur Sakristei; Holzkirche von 1800–1802         |      |
| Virolahti            | Karelien               | Sakristei von Virolahti | Unbekannt                   | 1500–1550         | Nur Sakristei                                   |      |

## Ruinen
Folgende acht Kirchen, sieben Sakristeien und drei Kapellen sind entweder nur als Ruinen erhalten, konnten durch archäologische Ausgrabungen erschlossen werden oder ihre Existenz ist nur durch historische Quellen belegt.
| Ort              | Historische Landschaft | Kirche                       | Ursprünglicher Schutzpatron           | Ungefähre Bauzeit | Bemerkungen | Bild |
| ---------------- | ---------------------- | ---------------------------- | ------------------------------------- | ----------------- | --- | ---- |
| Hämeenkoski      | Häme                   | Kirchenruine von Hämeenkoski | Hl. Laurentius?                       | 1510–1560?        | Ruine |      |
| Kökar            | Åland                  | Kirchenruine von Kökar       | Unbekannt                             | 1500–1520         | Franziskanische Klosterkirche, neue Kirche von 1784 an gleicher Stelle                                                    |      |
| Koroinen, Turku  | Varsinais-Suomi        | Bischofskirche von Koroinen  | Jungfrau Maria                        | 1266–1286? 1500?  | Chor im Zusammenhang mit hölzerner Bischofskirche, evtl. aber auch Kapelle aus der Zeit um 1500; 1898–1902 ausgegraben    |      |
| Korsholm (Vaasa) | Österbotten            | Kirche von Korsholm          | Jungfrau Maria                        | 1500–1520         | Ruine; 1749–1753 zur Kreuzkirche erweitert, im Stadtbrand von 1852 abgebrannt                                             |      |
| Köyliö           | Satakunta              | Sakristei von Köyliö         | Hl. Heinrich?                         | Anfang 16. Jh.?   | Nur Sakristei, nicht erhalten, genauer Standort unbekannt                                                                 |      |
| Lemböte, Lemland | Åland                  | Kapellenruine von Lemböte    | Hl. Olav                              | 1500–1530         | Ruine |      |
| Loimaa           | Satakunta              | Sakristei von Loimaa         | Unbekannt                             | 1500–1560         | Nur Sakristei, 1751 abgerissen, genauer Standort unbekannt                                                                |      |
| Marttila         | Varsinais-Suomi        | Sakristei von Marttila       | Hl. Martin                            | 1500–1540         | Nur Sakristei, 1765 abgerissen, 1937 ausgegraben; Holzkirche von 1765                                                     |      |
| Nokia            | Satakunta              | Gutskapelle von Nokia        | Unbekannt                             | 1505–1529         | Kapelle des Gutshofs Nokia; nicht erhalten, 1931 ausgegraben                                                              |      |
| Padasjoki        | Häme                   | Sakristei von Padasjoki      | Hl. Birgitta?                         | 1520–1560         | Nur Sakristei; 1668–1670 abgerissen, 1925 ausgegraben                                                                     |      |
| Pälkäne          | Häme                   | Kirchenruine von Pälkäne     | Jungfrau Maria? Hl. Erzengel Michael? | 1495–1505         | Ruine, um 1830 außer Gebrauch                                                                                             |      |
| Piikkiö, Kaarina | Varsinais-Suomi        | Sakristei von Piikkiö        | Unbekannt                             | 1500–1560         | nur Sakristei, um 1750 abgerissen, nicht archäologisch erschlossen, genauer Standort unbekannt; Steinkirche von 1753–1755 |      |
| Pöytyä           | Varsinais-Suomi        | Sakristei von Pöytyä         | Hl. Erzengel Michael?                 | 1500–1560         | nur Sakristei, um 1805 abgerissen, Ruinen nicht archäologisch erschlossen; Holzkirche von 1793                            |      |
| Rauma            | Satakunta              | Dreifaltigkeitskirche        | Unbekannt                             | 1495–1505         | Ruine, im Stadtbrand von 1640 abgebrannt                                                                                  |      |
| Salo             | Varsinais-Suomi        | Kapelle von Salo             | Hl. Anna                              | 1500–1520         | 1830–1832 abgerissen, archäologisch nicht erschlossen                                                                     |      |
| Turku            | Varsinais-Suomi        | Dominikanerkirche von Turku  | Hl. Olav                              | 1430–1440         | Dominikanerkirche, 1537 abgebrannt und anschließend abgerissen, archäologisch nur unzureichend erschlossen                |      |
| Vihti            | Uusimaa                | Kirchenruine von Vihti       | Hl. Bartholomäus?                     | 1500–1520         | Ruine |      |
| Vörå             | Österbotten            | Sakristei von Vörå           | Hl. Margareta? Hl. Jakobus d. Ältere? | 1519–1522         | Nur Sakristei, 1777 bei Erweiterung der Holzkirche von 1626–1627 abgerissen                                               |      |